# (5458) Aizman
(5458) Aizman est un astéroïde de la ceinture principale.

## Description
(5458) Aizman est un astéroïde de la ceinture principale. Il fut découvert le 10 octobre 1980 à Naoutchnyï par Nikolaï Tchernykh. Il présente une orbite caractérisée par un demi-grand axe de 3,17 UA, une excentricité de 0,03 et une inclinaison de 9,2° par rapport à l'écliptique.

## Compléments